# Корткероський район
Корткеро́ський район (рос. Корткеросский район, комі Кöрткерöс районы) — адміністративна одиниця Республіки Комі Російської Федерації.
Адміністративний центр — село Корткерос.

## Населення
Населення району становить 18071 особа (2019; 19658 у 2010, 23642 у 2002, 24571 у 1989).
Національний склад (станом на 2010 рік):
- комі — 13064 особи (66,46 %)
- росіяни — 5125 осіб (26,07 %)
- українці — 365 осіб (1,86 %)
- білоруси — 109 осіб (0,56 %)
- німці — 106 осіб (0,54 %)
- татари — 69 осіб (0,35 %)
- чуваші — 43 особи (0,22 %)
- азербайджанці — 9 осіб (0,05 %)
- інші — 768 осіб

## Адміністративно-територіальний поділ
На території району 18 сільських поселень:
| Поселення                          | Площа, км² | Населення, осіб (1989) | Населення, осіб (2002) | Населення, осіб (2010) | Населення, осіб (2019) | Центр       | Населені пункти |
| ---------------------------------- | ---------- | ---------------------- | ---------------------- | ---------------------- | ---------------------- | ----------- | --------------- |
| Богородське сільське поселення     | 2886,62    | 1496                   | 1347                   | 1124                   | 1004                   | Богородськ  | 5               |
| Большелузьке сільське поселення    | 548,74     | 1108                   | 1308                   | 1062                   | 941                    | Большелуг   | 4               |
| Воминське сільське поселення       | 189,40     | 660                    | 700                    | 531                    | 449                    | Вомин       | 2               |
| Додзьке сільське поселення         | 163,20     | 979                    | 886                    | 787                    | 963                    | Додзь       | 3               |
| Кереське сільське поселення        | 1038,21    | 1432                   | 1155                   | 750                    | 554                    | Керес       | 4               |
| Корткероське сільське поселення    | 321,45     | 4274                   | 4659                   | 4624                   | 5018                   | Корткерос   | 1               |
| Маджинське сільське поселення      | 836,05     | 575                    | 437                    | 344                    | 316                    | Маджа       | 3               |
| Мординське сільське поселення      | 3174,77    | 924                    | 1927                   | 1447                   | 1162                   | Мордино     | 5               |
| Намське сільське поселення         | 1605,62    | 803                    | 630                    | 506                    | 406                    | Намськ      | 2               |
| Ньобдинське сільське поселення     | 205,40     | 600                    | 607                    | 547                    | 561                    | Ньобдино    | 6               |
| Нівшерське сільське поселення      | 2856,15    | 1347                   | 1781                   | 1444                   | 1233                   | Нівшера     | 4               |
| Пезмезьке сільське поселення       | 1439,29    | 1613                   | 1245                   | 1092                   | 1037                   | Пезмег      | 2               |
| Підтибоцьке сільське поселення     | 1019,79    | 1926                   | 1440                   | 1124                   | 934                    | Підтибок    | 1               |
| Під'єльське сільське поселення     | 146,89     | 803                    | 796                    | 630                    | 545                    | Під'єльськ  | 3               |
| Позтикереське сільське поселення   | 562,52     | 539                    | 407                    | 306                    | 260                    | Позтикерес  | 3               |
| Приозерне сільське поселення       | 886,82     | 1486                   | 1059                   | 861                    | 679                    | Приозерний  | 2               |
| Сторожевське сільське поселення    | 1005,16    | 2438                   | 2220                   | 1756                   | 1570                   | Сторожевськ | 1               |
| Усть-Лекчимське сільське поселення | 967,35     | 1568                   | 1038                   | 723                    | 439                    | Усть-Лекчим | 2               |

## Найбільші населені пункти
| №  | Населений пункт | Населення, осіб (1989) | Населення, осіб (2002) | Населення, осіб (2010) |
| -- | --------------- | ---------------------- | ---------------------- | ---------------------- |
| 1  | Корткерос       | 4 274                  | 4 659                  | 4 624                  |
| 2  | Сторожевськ     | 2 438                  | 2 220                  | 1 756                  |
| 3  | Нівшера         | 1 197                  | 1 592                  | 1 318                  |
| 4  | Підтибок        | 1 926                  | 1 440                  | 1 124                  |
| 5  | Мордино         | 245                    | 1 435                  | 1 095                  |
| 6  | Аджером         | 1 088                  | 840                    | 774                    |
| 7  | Богородськ      | 927                    | 824                    | 697                    |
| 8  | Усть-Лекчим     | 1 162                  | 860                    | 690                    |
| 9  | Большелуг       | 623                    | 829                    | 680                    |
| 10 | Приозерний      | 1 156                  | 797                    | 603                    |